# Sic semper tyrannis

O selo do estado da Virgínia, onde a frase é usada.

Sic semper tyrannis é uma frase em latim que significa "Assim sempre aos tiranos". Às vezes ela é traduzida erroneamente como "morte aos tiranos" ou "abaixo os tiranos". A frase completa é Sic semper evello mortem tyrannis (literalmente: "assim sempre eu erradico a vida dos tiranos"). Ela foi possivelmente proferida por Marco Júnio Bruto durante o assassinato de Júlio César, mas de acordo com Plutarco, Bruto não teve a chance de dizer a frase ou se disse, ninguém ouviu:
César então faleceu, aos senadores, apesar de Bruto ter se aproximado como se ele fosse falar alguma coisa, ninguém o ouviu, optou por fugir pelas portas, deixando os conspiradores no local confusos e  com medo…
A frase tem sido evocada na Europa e em outras partes do mundo como um grito contra o abuso de poder. O estado americano da Virgínia e a cidade de Allentown, Pensilvânia, a usam como lema. Nos Estados Unidos, a frase ganhou mais notoriedade pois John Wilkes Booth a teria gritado durante o assassinato do presidente Abraham Lincoln.